# 光神話 パルテナの鏡
『光神話 パルテナの鏡』（ひかりしんわ パルテナのかがみ、英題：Kid Icarus）は、1986年12月19日に任天堂から発売されたファミリーコンピュータ ディスクシステム用アクションゲームである。

## 概要
任天堂が手がけたファミリーコンピュータのディスクシステム用ゲームで、同ハード用ソフトの第4作となる。アクションゲームであるが、ステージによって縦スクロールや横スクロール、探索アクションやシューティングなど目まぐるしく内容が変わるのが特徴。海外のNintendo Entertainment System版にはバックアップ機能がなく、ゲーム再開はパスワードを用いて行う。
海外で大きな人気を得た作品であり、後述のように海外のみ発売の続編が登場し、その後も続編の要望が頻繁にあったとされる。
ディスクライターでの累計書き換え回数は第6位を記録する。
2004年8月10日にはファミコンミニ ディスクシステム セレクションとしてゲームボーイアドバンスに移植発売された。2007年1月23日にはWiiのバーチャルコンソールで配信され、2013年8月14日にはWii Uのバーチャルコンソールでも配信された。2011年12月19日にはニンテンドー3DSの3Dクラシックスとして、「ちょっとマリオなニンテンドー3DS」キャンペーン応募者に先行無料配信された（キャンペーン終了後、通常販売もされている）。この3Dクラシックスは、3D映像に対応しているだけでなく、矢の連射などが可能な「アレンジ」操作が新たに追加されている。

## ゲーム内容
主人公ピットは左右の移動とジャンプ、弓矢の使用が可能。
残機の概念はなく、体力が無くなるか画面外に落下した時点で即ゲームオーバーとなる。
ゲームオーバーになると「コンティニュー スル」か「セーブ スル」が選べる。「コンティニュー スル」を選択するとゲームオーバーになったエリアのスタート地点から体力1メモリの状態で再開し、「セーブ スル」を選択するとこれまでの状況をセーブしてゲーム終了となる。セーブして再開した場合はコンティニュー時と同じ状態での再開となる。
ピットは敵を倒すとスコアとハートを入手できる。この世界でのハートは、お金に相当するものである。スコアは一定以上蓄積するとエリアクリア時に体力の上限が上がり（上限が上がっても、上限で増えた分の体力は回復しない）、また神様に弓矢の攻撃力をアップしてもらうときの条件にも影響している。全ての面をクリアしたときのスコアは、プレイヤーネームと共に上位5人までがプレイヤー選択画面に記録される。
ハートはお店から各種のアイテムを購入するのに必要となり、また、神様の修行に耐えることでもアイテムは入手できる。アイテムには体力回復や落下からの回復、弓矢の飛距離アップや貫通力がつくもの、ピットの周りを旋回するバリアなどがある。
一定のスコアに達していれば、神様の部屋で貰える矢は攻撃力を最大5段階アップする矢となる。

### ステージ構成
ゲームは冥府界、地上界、天空界、天空の神殿の4つのステージで構成される。冥府界から天空界までにはそれぞれ3つのエリアと砦があり、砦でボスを倒せばそのステージはクリアとなる。
冥府界と天空界のエリアは上へと進む縦スクロール、地上界では右へと進む横スクロールとなっており、ここで画面外に落ちるとミスになるが、縦スクロールの面では下にはスクロールしないため今まで進んで来た所に落ちてもミスになってしまう。エリアには各所に部屋が配置されており、中ではアイテムの入手、体力の回復、神様の修行、敵との戦闘などができる。
砦では固定された画面が縦横に繋がった迷路となっており、仲間の「イカロス」が石化され置かれている。これをハンマーで叩いて元に戻しておくと、ボスと戦うときだけ応援に来る。それぞれボスを倒すと三種の神器の一つを入手できる。
最後のステージである天空の神殿は右スクロールで、三種の神器を手に入れたピットは飛翔が可能になっているため落下の心配が無くなる。ここをクリアするとエンディングとなり、プレイ内容によってピットに数段階の称号が与えられる。その後最初のステージからやり直しになるが、1周目と特に変化は無い。

### アイテム
ハート
敵を倒すと出現する。お店でアイテムを購入するのに必要。
ハーフハート
ハート5個分。
ビッグハート
ハート10個分。
トンカチ
砦のステージでメデューサに石化されたイカロスを助け出し、ボス戦で仲間にできる。
ハープ
画面上の敵をトンカチに変える。
クレジットカード
闇屋でつけ払いで買い物できる。
生命の酒(カップ)
体力を1マス分回復。
生命の酒(ビン)
体力が0になった時に自動で1マス分回復する。
酒樽
通常1本しか持てない生命の酒(ビン)を8本まで持てるようになる。
天使の羽
画面外に落ちた際に1度だけ復帰できる。
チェックシート
砦のステージでのマップ。
たいまつ
チェックシートに現在地を表示する。
えんぴつ
チェックシートに通った部屋を表示する。
ファイア
矢に回転する炎が付き攻撃力が増す。
ホーリーボウ
矢の射程とスピードが増す。
ガードクリスタル
体の周りにクリスタルが回転し、敵の体当たりを防ぐ。
矢
放つ矢がパワーアップする。5段階ありピットの体の色が変わる。初期値・銅・銀・金・聖なる矢。
鏡の盾
三種の神器の一つ。天空の神殿ステージでのみ使える。敵の弾を反射する。
光の矢
三種の神器の一つ。天空の神殿ステージでのみ使える。矢が敵を貫通し、画面端まで届く。
ペガサスの翼
三種の神器の一つ。天空の神殿ステージでのみ使える。空を落ちずに飛ぶことができる。

## 設定

### ストーリー
神様と人間が一緒に暮らしていた時代、エンジェランドは光の女神パルテナと闇の女神メデューサによって治められていたが、メデューサが人間に対し酷い仕打ちをするため、パルテナはメデューサを醜い姿に変え冥府界に追放した。
しかし、パルテナへの憎しみを募らせたメデューサは冥府界の魔物達と手を結んで天空界に侵攻し、パルテナ軍から力の象徴たる三種の神器を奪ってエンジェランドを征服してしまった。兵士達は石に変えられ、エンジェランドは魔物の棲みつく闇の世界となった。
パルテナは最後の力をふりしぼり、冥府界に幽閉されていたパルテナ軍親衛隊長のピットに弓矢を与えて脱出させ、最後の望みを託した。

### 世界観
世界観は大まかにはギリシャ神話をモチーフにしている。しかしその一方、ギリシャ神話とは無関係なコミカルな演出が多いのも特徴である。代表的なものは以下の通り。
- 「ナスビ使い」という敵が登場し、ナスビ使いが投げつけたナス型の爆弾（ナスビ爆弾）に当たると主人公ピットが「顔がナスビに変わる呪い」をかけられる。その呪いを解く場所が「病院」である[注釈 3]。
- 体力回復の場所が温泉である。温泉の色が黄色なのでナス化状態で温泉につかるとナスの天ぷらを作っているように見える。
- 「クレジットカード」を手に入れるとツケで買い物ができるようになる。
- メトロイドに似た敵「コメト」、2種類でコンビを組んで出現する「フィル」と「コリンズ」[注釈 4]、鼻眼鏡の姿をした化物「メガネハナーン」という敵（下記のように開発スタッフが外見のモデル）など、パロディ要素が強いデザインの敵の存在。
- ゲームオーバー時、同時に流れる間の抜けたBGMとともに真っ黒な画面中央に白い小さな文字で「ヤラレチャッタ」と表示される（英語版では「I'M FINISHED!」）。この点は続編でも意図的に引き継がれ、『大乱闘スマッシュブラザーズX』など後年の作品においても取り上げられている。なお英語版は日本語版に比べてBGMが若干簡略化されている。
- 敵キャラクターの「メガネハナーン」は本作の作曲家である田中宏和がモチーフになっている。

## 登場人物
ここでは主要なキャラクターのみを記述する。
ピット
本作の主人公。パルテナ軍の親衛隊長である少年天使。メデューサたちとの戦いで敗北して冥府界の奥に捕らわれたが、パルテナが最後の希望として開放し、冥府界からの脱出、そしてメデューサたちとの戦いに再び向かうこととなる。
パルテナ
ピットの主人である天空界「エンジェランド」を統べる光の女神。人間を愛し恵みを与え、人間に悪事を行うメデューサに罰を与えたが、そのことでメデューサから憎まれ、怪物になったメデューサに捕らえられてしまう。だが、最後の力で捕らわれたピットを開放し、ピットはパルテナ救出とメデューサ撃退のために戦うこととなる。
エンディングにのみ登場し、クリア時点でのピットのステータスに応じて様々な位を授ける。

イカロス
ピットの部下であるパルテナ軍の兵士。呪いで石にされており、発見してハンマーで岩を砕くと復活し、ボス戦で弓矢による援護を行ってくれる。
だが、このイカロスたちは敵の攻撃を一撃でも受けるとやられてしまうという虚弱さを持ち、何もしないうちに倒されてしまうことも多い。このことは後年になって『大乱闘スマッシュブラザーズX』においても反映され、ピットの最後の切りふだ「パルテナ親衛隊」でピットの援軍として登場し突進攻撃を仕掛けるが、一発でも攻撃を受ける（あるいは敵を含めた何かに衝突する）だけで墜落するというひ弱なキャラクターとなっている。続編『新・光神話 パルテナの鏡』では「イカロスナイト」、「イカロスマッチョ」というキャラクターが登場し、イカロスは復活できる設定が追加されている。
ツインベロス
冥府界のボス。2つの首を持つ炎の番犬。
ヒュードラー
人間界のボス。フィールドを跳ね回るヘビの怪物。
続編『新・光神話 パルテナの鏡』では空を飛ぶ三つ首竜として登場している。
パンドーラ
天空界のボス。シャボン玉に顔が付いたような姿の怪物。地形を貫通移動でき、泡を飛ばして攻撃してくる。追い詰められると姿を透明にするが、影を消すことはできない。
続編『新・光神話 パルテナの鏡』では女性であるとされている。
メデューサ
本作の最終ボス。元々はパルテナと対なる力を持つ闇の女神で、二人で世界を統治していたのだが、人間嫌いゆえに人々に酷い仕打ちをしたためにパルテナの怒りを買い、冥府界に追放される。そのことを逆恨みして、冥府界の怪物たちを束ねて天空界を攻め落とした。
かつては美しい容姿だったらしいが、追放された際にパルテナからかけられた呪いにより、蛇の髪の毛と緑色の肌をした醜い単眼の怪物になってしまった。
ゲーム中では壁面全体に埋め込まれた巨大な頭部が出現し、蛇の髪の毛を飛ばして攻撃してくる。
ファミコン版では撃破すると本体ごと消滅するが、NES版及びクラシック版では、撃破直後に元の姿に戻り、割れた目玉の中で倒れこむという追加演出が加えられている。

## 移植版
| No. | タイトル                                                          | 発売日                                   | 対応機種               | 開発元           | 発売元 | メディア                              | 型式           | 備考              |
| --- | ----------------------------------------------------------------- | ---------------------------------------- | ---------------------- | ---------------- | ------ | ------------------------------------- | -------------- | ----------------- |
| 1   | ファミコンミニ24 ディスクシステムセレクション 光神話 パルテナの鏡 | 2004年8月10日                            | ゲームボーイアドバンス | 任天堂開発第一部 | 任天堂 | ロムカセット                          | AGB-P-FPTJ-JPN |                   |
| 2   | 光神話 パルテナの鏡                                               | 2007年1月12日 2007年2月12日              | Wii                    | 任天堂開発第一部 | 任天堂 | ダウンロード （バーチャルコンソール） | -              |                   |
| 3   | 光神話 パルテナの鏡                                               | 2012年1月18日 2012年2月2日 2012年4月19日 | ニンテンドー3DS        | アリカ           | 任天堂 | ダウンロード （3Dクラシックス）       | -              | [ 6 ] [ 7 ] [ 8 ] |
| 4   | 光神話 パルテナの鏡                                               | 2013年7月25日 2013年8月14日              | Wii U                  | 任天堂開発第一部 | 任天堂 | ダウンロード （バーチャルコンソール） | -              |                   |
| 5   | ファミリーコンピュータ Nintendo Switch Online                     | 2019年3月13日                            | Nintendo Switch        | 任天堂           | 任天堂 | ダウンロード                          | -              |                   |

ファミリーコンピュータ Nintendo Switch Onlineでは通常のディスクシステム版のほか、2019年4月10日に『光神話 パルテナの鏡 三種の神器バージョン』という特別版も配信されている。

## 音楽

### サウンドトラック
- 『ファミコン・ミュージックVOL.2』
1987年11月28日、G.M.O.レコード（アルファレコード、現：ソニー・ミュージックレーベルズ）より発売されたアルバムに収録。
- 『ファミコン 20TH アニバーサリー オリジナル・サウンド・トラックス VOL.1』
2004年1月7日、サイトロン・デジタルコンテンツより発売されたアルバムに収録。
- 『ゲームサウンドミュージアム 〜ファミコン編〜 13 光神話 パルテナの鏡』
2004年4月28日、メガハウスより発売されたCD同梱食玩のひとつ。

### その他
- 『エキスポの万国大戦略』
1987年9月25日、G.M.O.レコードより発売された「エキスポ（松前公高と山口優のユニット）」のアルバム。収録曲「来賓楽団」は本作「死神のテーマ」のアレンジ。
- 『光神話 パルテナの鏡 オリジナル・サウンドトラック オーケストラ・ヴァージョン』
1987年2月25日、ファンハウス（現：ソニー・ミュージックレーベルズ）。『メトロイド オリジナル・サウンドトラック オーケストラ・ヴァージョン』との両A面シングル。

## スタッフ
- ストーリー：INUSAWA（大澤徹）
- キャラクター：TARO（大澤徹）
- アート・デザイン：MR.HAIGO（松岡洋史）
- タイトル・デザイン：MAKORIN（加納誠）
- メイン・プログラム：BAN BAN、YOSHIKAWA、TOGAWA
- サウンド：HIP TANAKA（田中宏和）
- アシスタント：MASSAO.Y（山本雅央）、SHIKAO.S（坂本賀勇）、HATABO（成広通）、KENJI（西澤健治）、HYAKKAN、KEHIROJI（清武博二）
- ディレクター：岡田智
- プロデューサー：横井軍平
- エグゼクティブ・プロデューサー：山内溥

## 評価
- ゲーム誌『ファミコン通信』の「クロスレビュー」では、7・6・8・6の合計27点（満40点）になっている[17][10]。レビュアーの意見としては、「プレーヤーに極度の緊張を強いといて、快感という見返りが少ないような気がする」と、難易度やゲーム性に否定的な評価を下している[17]。

- ゲーム誌『ファミリーコンピュータMagazine』の読者投票による「ゲーム通信簿」での評価は以下の通り17.51点（満25点）[15]。

| 項目 | キャラクタ | 音楽 | お買得度 | 操作性 | 熱中度 | オリジナリティ | 総合  |
| 得点 | 3.74       | 3.59 | -        | 3.27   | 3.50   | 3.41           | 17.51 |

- ゲーム誌『ユーゲー』では、「当時はやりの成長要素なんかも盛り込まれていて、先へ進むほど簡単になっていくあたりがなんとも惜しい」、「操作性も良く、FM音源を生かしたBGMも良曲ぞろい」と難易度に関しては否定的だが、操作性や音楽に関しては肯定的な評価を下している[16]。